# Rhinogobius rubromaculatus
Rhinogobius rubromaculatus is een straalvinnige vissensoort uit de familie van de grondels (Gobiidae). De wetenschappelijke naam van de soort is voor het eerst geldig gepubliceerd in 1996 door Lee & Chang.